# كيلسي ديفيس
كيلسي ديفيس (بالإنجليزية: Kelsey Davis)‏ هي لاعبة كرة قدم أمريكية، ولدت في 14 مايو 1987 في ثاوزند أوكس في الولايات المتحدة. شاركت مع منتخب الولايات المتحدة تحت 20 سنة للسيدات لكرة القدم. أما مع النوادي، فقد لعبت مع بوسطن بريكرز وشيكاغو رد ستارز.

## وصلات خارجية
- كيلسي ديفيس على موقع الاتحاد الدولي (مؤرشف)  (الإنجليزية)
- كيلسي ديفيس على موقع قاعدة بيانات كرة القدم.إي يو (الإنجليزية)